# Гоголь. Вій
«Гоголь. Вій» — російський фільм в жанрі детектив режисера Єгора Баранова за мотивами творів Миколи Гоголя. Продовження фільму «Гоголь. Початок». У головних ролях Олександр Петров і Євген Стичкін. Прем'єра фільму в Росії відбулася 5 квітня 2018 року.
Слоган фільму: «Не виходь з кола».
«Гоголь.  Вій» — другий з трьох фільмів кіносеріалу «Гоголь», першого серіалу Росії, який було вирішено випустити в кінопрокат.

## Сюжет
Після подій першого фільму в речах Якова Петровича Гуро Микола Гоголь знаходить справу: секретну довідку на самого себе з припискою: «Таємниця народження — темний?». 5 братів Гоголя померли при пологах або незабаром після народження; в подальшому в видіннях Миколи і спогадах Якима (не вирішує розкрити панові правду) Василь Гоголь-Яновський від відчаю приймає пропозицію незнайомця з пов'язкою на обличчі навколо носа. Незнайомець обіцяє, що немовля виживе, але платою за це буде угода з якимись силами; Василь відповідає, що готовий на що завгодно, лише б більше не ховати своїх дітей. Коли Микола народжується, незнайомець оживляє мертвонародженого немовляти.

### Глава третя. Зачароване місце
Вранці в Диканьку прибуває чаклун-басурманин Басаврюк: місцеві його знають і бояться, бо у нього слава мисливця за душами християн. Однак підстав для його арешту немає, і священик попереджає Гоголя триматися від нього подалі.
Коли в Диканьці зникає чергова дівчина (Дарина) і її пошуки ні до чого не приводять, Гоголь зауважує в записках Гуро список дат — церковних свят і кожного свята відповідає одна жертва Темного Вершника. У спробах виявити Дарину Гоголь намагається навчитися контролювати свій дар і бачить червону квітку в «лігві звіра». Не знаючи, як трактувати бачення, він нарешті приймає допомогу Оксани; її умова — Микола повинен належати їй. Квітка виявляється кровоцветом, квітучим раз на рік там, де заховано чаклунське золото. Зірвати його і отримати скарб може тільки невинна душа, якщо вона проллє кров іншого невинного.
«Лігвом звіра» виявляється Ведмежий яр, який місцеві обходять стороною, вважаючи, що це проклята земля. У видіннях Микола передбачає, що там і відбудеться вбивство, і незнайома дівчина задає йому питання: «Може, ти мій суджений?». Взявши рушницю, Гоголь вночі відправляється туди, але замість Вершника Дарину туди призводить чаклун. Він пропонує нареченому сестри Дарини пролити кров, щоб той отримав золото (і розбагатів, щоб одружитися), а чаклун забере його душу. Коли той погоджується, Микола, не зумівши відговорити лиходіїв, вбиває його, а чаклун зникає. Поранену Дарину з працею рятує доктор Леопольд Бомгарт: хоча він зарікся не оперувати живих після того, як він в минулому не зумів врятувати дитину, лікар знаходить в собі сміливості спробувати знову і йому це вдається.
Однак запобігти вбивству нової жертви Вершника не вдається: їй надається друга дівчина з видінь. Гоголю, Бомгарту, Якима, ковалю Вакулі і слідчому Бінхам нічого не залишається, окрім як чекати наступного свята.

### Глава четверта. Вій
На нове свято Гоголь переконує Бінхам закликати жителів Диканьки не виходити вночі з будинків. Хоча ніч проходить без жертв, на ранок 7 будинків виявляються помічені знаком Вершника. Що незвично, їм позначений ще й будинок Данішевська, хоча раніше Темний Вершник ніколи не торкався до дворянам і вбивав тільки селян. Не бачачи інших варіантів, Микола пропонує заховати всіх дівчат з помічених будинків в таємному місці під охороною козаків. Ця пропозиція не знаходить підтримки у Бінхам, так як той починає підозрювати Гоголя в зв'язках з вбивцею. Данішевський від пропозиції відвезти Лізу теж відмовляється в грубій формі.
Завдяки маленькій дочці коваля Вакули Гоголь здогадується, що знаки на будинках поставила відьма з села (знаки намальовані песьей кров'ю, а в її будинку дівчинка бачила мертву собаку). Однак допитати відьму не вдається: її заколює осиковим кілком невідомий, збігаючи при появі Миколая. Прокинувшись на місці вбивства, Гоголь потрапляє під підозру Бінхам (ніхто, крім нього, не бачив вбивцю) і знаходить на підлозі написане ним же заклинання на латині.
Вивчивши докази і зброю незнайомця (Оксана, тільки-но побачивши його, з жахом говорить, що це осика зі святої землі, зачарована проти нечистої сили), Микола приходить до висновку, що вбивця мав намір здійснити обряд над тілом, але не встиг завершити його, а значить, спробує закінчити пізніше. Вбивцю і правда ловлять в засідці в сараї, де лежить тіло відьми; їм надається мандрівний екзорцист Хома Брут. Він прибув до Диканьки, щоб знову битися з демоном Вієм, а відьма потрібна була йому як приманка. Переконавшись, що Гоголь не вбивця, Бінх дає добро на те, щоб заховати дівчат.
Хома бере Гоголя в заручники і, вирвавшись з ув'язнення, просить допомогти йому здолати Вія. Зачинившись в церкві з тілом відьми і накресливши коло, Хома чекає прибуття Вія, але гине. Гоголь дочитує заклинання сам, чому Вій зникає, а й сам Микола падає замертво.
В цей же час Темний Вершник знаходить таємне місце (занедбаний хутір) і вбиває всіх козаків і дівчат всередині нього. Прибувши на місце, Бінх і Вакула роблять висновок, що Вершники хтось розкрив розташування притулку, про який знали тільки четверо: сам Бінх, його помічник (писар Тесак), Гоголь і Олексій Данішевський. Насамперед Бінх вирішує заарештувати і допитати Гоголя, але знаходить його в церкві без ознак життя.
Завершує фільм нарізка сцен з наступного фільму кіносеріалу Гоголь — «Страшної помсти»: повернення Якова Петровича Гуро, похорон Гоголя і битва з Темним Вершником.

## У ролях
| Актор              | Персонаж                     |
| ------------------ | ---------------------------- |
| Олександр Петров   | Микола Васильович Гоголь     |
| Євген Стичкін      | Олександр Христофорович Бінх |
| Таїсія Вілкова     | Єлизавета (Ліза) Данішевська |
| Артем Ткаченко     | Олексій Данішевський         |
| Катерина Бурлакова | черниця                      |
| Сергій Бадюк       | Вакула                       |
| Ян Цапник          | Леопольд Бомгарт             |
| Олексій Вертков    | Хома Брут                    |
| Березня Тимофєєва  | Василина                     |
| Юлія Франц         | Оксана                       |

## Телепоказ
Прем'єра фільму в телевізійному ефірі відбулася 1 серпня 2018 року на телеканалі «Кинопремьера».

## Знімальна група
- Автор ідеї — Олександр Цекало
- Автори сценарію — Наталя Меркулова, Олексій Чупов, Кім Бєлов, Тихон Корнєв, Філіп Коняшов, Олексій Караулів
- Режисер-постановник — Єгор Баранов
- Оператор-постановник — Сергій Трофимов, R. G. C.
- Художники-постановники — Олена Жукова, Максим Сергєєв
- Художники по костюмах — Вікторія Ігумнова
- Художник по гриму — Тамара Фрід
- Супервайзер комп'ютерної графіки — Євген Барулін
- Композитор — RyanOtter
- Звукорежисери — Михайло Алексєєнков, Олександр Чижов, Микита Єршов
- Кастинг-директор — Алла Петелина
- Постановник трюків — Сергій Головкін
- Виконавчий продюсер — Олександра Ремізова
- Продюсери — Валерій Федорович, Євген Никишов, Олександр Цекало, Артур Джанібекян